# Jens Bircherod (1664-1720)
 Der er flere personer med dette navn, se Jens Bircherod.
Jens Bircherod (født 1664 i København, død 25. januar 1720) var en dansk-norsk biskop, søn af Jens Jensen Bircherod.
Deponerede efter privat undervisning 1679, blev 1680 baccalaureus, rejste så til udenlandske universiteter, kom hjem 1688 og tog magistergraden. 1689 blev han sognepræst til Gladsaxe og 1705 biskop i Kristiansand.
Han var en meget ivrig og virksom, men tillige temmelig myndig biskop, så provsteretterne i hans tid var ikke sjældne, og mange sager kom ind for konsistoriet.
Han anvendte megen tid og meget arbejde på at få orden i Kristiansands Skole, men det lykkedes ham ikke at blive af med den bedrøvelige rektor Tobias Jensen, og Pontoppidan fortæller, at ærgrelse over dette forhold var årsag til hans død.
Han er bleven bekendt som udgiver af et Skrift om Elefantordenens oprindelse med mere (1704) efter et manuskript af Ivar Hertzholm (d. 1693).
Han var gift med Elen Dorthea Lemvig, datter af sognepræst Mikkel Lemvig i Gladsaxe. Sagnet om, at hans datter Else Bolette skulde have været genstand for Holbergs ungdomskærlighed, er en umulighed, da Holberg havde forladt Kristiansand, før Bircherod kom der til.